# Alfred Groyer
Alfred Groyer, född 8 januari 1959 i Villach i Kärnten, är en österrikisk tidigare backhoppare. Han representerade SV Villach, skidföreningen i hemstaden.

## Karriär
Alfred Groyer debuterade internationellt på hemmaplan i sista halvdel av tysk-österrikiska backhopparveckan säsongen 1977/1978 i Bergiselschanze i Innsbruck 4 januari 1978. Han blev nummer 39 i tävlingen. 
Världscupen i backhoppning arrangerades första gången säsongen 1979/1980. Groyer deltog i den allra första deltävlingen i världscupen, i Cortina d'Ampezzo 27 december 1979. Han kom på prispallen i den första världscuptävlingen då han blev nummer tre efter landsmännen Toni Innauer och Hubert Neuper. Groyer fick en ny tredjeplats i nästa världscuptävling, i första tävlingen i backhopparveckan, i Oberstdorf, tre dagar senare. Hubert Neuper vann första upplagan av världscupen. Groyer blev nummer 15 sammanlagt. Groyer tävlade fyra säsonger i världscupen. Han blev som bäst nummer 12 sammanlagt säsongen 1981/1982. I backhopparveckan blev han som bäst nummer 5 sammanlagt, säsongen 1979/1980.
Alfred Groyer deltog i olympiska spelen 1980 i Lake Placid i USA. Groyer startade i normalbacken i Intervale Ski Jump Complex och blev nummer sju. Toni Innauer vann tävlingen. Groyer var 21,0 poäng efter Innauer och 3,9 poäng efter Manfred Deckert från Östtyskland och Hirokazu Yagi från Japan som delade silvermedaljen.
Efter OS-1980 blev det långt emellan framgångarna för Groyer. Han var på prispallen i världscuptävlingar i Planica, i dåvarande Jugoslavien 22 mars 1981, och för sista gången i Lahtis i Finland 7 mars 1982. Båda gångerna blev han nummer tre. 
Alfred Groyer avslutade sin backhoppningskarriär efter tävlingssäsongen 1983/1984. Sista världscuptävlingen han hoppade i, var i Sapporo i Japan. Då blev han nummer 13.